# Благочестивый обман
Благочестивый обман, святая ложь, ложь во спасение (лат. pia fraus; итал. santo inganno) — морально-теологическая концепция о допустимости сознательного обмана для «вящей славы Божьей» и спасения души .
Согласно этой концепции высшая цель компенсирует грех обмана во имя победы над более тяжким грехом неверия. Понятие встречается в трудах некоторых католических авторов и работах светских авторов на тему истории церкви.
По утверждению советского «Атеистического словаря» 1985 года издания благочестивый обман используется  для фабрикации чудес, реликвий, подделок исторических документов, нарушений тайн исповеди и т. д.

## Происхождение термина
Pia fraus — латинское выражение, строка Овидия, которую он употребляет в рассказе о дочери Лигда («Метаморфозы», IX, 711), который сказал своей беременной супруге, что она обязана родить мальчика, так как он не желает дочери и сразу убьет подобного младенца. Беременная Телетуза увидела во сне богиню, вдохновившую её, и когда родилась девочка, ради спасения выдала её за мальчика.

705   Выпало: дочь родилась, а отец и не ведал об этом.

      Девочку вскармливать мать отдает, объявив, что родился

      Мальчик. Поверили все. Лишь кормилица знает про тайну.

      Клятвы снимает отец и дает ему дедово имя,

      Ифис — так звали того. Мать рада: то имя подходит

710   И для мужчин и для женщин; никто заподозрить не может.

      Так незаметно обман покрывается ложью невинной.

Ребенок получил имя Ифис и её растили как мальчика, пока она не достигла совершеннолетия и ей не была посватана невеста, в которую Ифис искренне, считая себя мужчиной, влюбилась. Тогда её мать взмолилась явившейся к ней перед родами богине, и та обратила Ифис в мужчину, и история разрешилась благополучно.

## Примеры

### Константинов дар
Дар Константина (лат. Donatio Constantini) — документ, сфабрикованный в папской курии во второй половине VIII века, говорил о передаче Константином I верховной власти над Западной Римской империей главе римской церкви. Фальсификация была частью сделки между майордомом Пипином III (Коротким), желавшим обрести официальный статус короля франков, и папским двором. В средневековой России Константинов дар (Вено Константиново) использовался как аргумент в пользу монастырского землевладения.
Подложность «Константинова дара» в XV веке доказал итальянский гуманист Л. Валла («Рассуждение о подложности так называемого Константинова дара» — «De falso credita et ementita Constantini Donatione declamatio»). Когда подложность эта уже не могла быть опровергаема, католические авторы, следуя примеру кардинала Барония, ещё в XVIII веке стремились по возможности спасти содержание акта. Лишь в XIX веке в Риме совершенно отказались от него.

### Екатерина Сиенская
Святая Екатерина Сиенская употребляла итальянский термин в своих письмах к папе римскому Григорию XI, убеждая его прекратить Авиньонское пленение пап и вернуть Святой престол из Францию в Италию. «Обман» был необходим, так как папская курия, состоявшая из французских кардиналов, не хотела отпускать папу в Рим, и ему пришлось сбегать практически тайком.

### Прочее
Х. А. Льоренте, известный своим предвзятым отношением к институтам католической церкви, в книге «История испанской инквизиции» сообщает:
Эти книги уверяли, что дается полное прощение всем грешникам за краткую молитву к святому или к святой, образ коих почитался в том или другом монастыре; за ношение нарамника (scapulaire), медали или реликвии, за целование кости, которую считали (без довода и без доказательства) коренным зубом св. Полонии, или кости от груди св. Агафии, или глаз св. Лукии, или чресл св. Раймонда, позвонка от спины св. Маргариты из Касии; за целование монашеского одеяния; за одевание статуи какого-нибудь святого в церкви его монастыря и, наконец, в бесчисленном множестве других воображаемых милостей за ничтожные действия, которыми подменены подвиги степенного и разумного благочестия.

VIII. Однако следует заметить, что изъяли некоторые девятидневки и молитвы, приспособленные к этому виду суеверия, и даже некоторые книги, которые обманывали невежд рассказами о мнимых чудесах. Но число обращавшихся безнаказанно было непропорционально велико в сравнении с числом уничтоженных, потому что квалификаторы были все монахи, заинтересованные в покровительстве культу святых их монастырей. Пример такого положения легко отыскать в правиле французских монахов XII века, которые восхваляли (и называли благочестивым обманом - pia fraus) ложь и вымыслы, которые они и другие монахи распространяли в мире, чтобы расположить верующие души к большему почитанию святых их орденов и к щедрым пожертвованиям, что слишком часто было следствием этого почитания.

## Философы о pia fraus
Свободомыслящему, «благочестивцу познания», еще более противна pia fraus (противна его «благочестию»), чем impia fraus. Отсюда его глубокое непонимание церкви, свойственное типу «свободомыслящих», — как его несвобода.
— Фридрих Ницше